# Rhacophorus borneensis
Rhacophorus borneensis é uma espécie de anfíbio anuros da família Rhacophoridae. Está presente em Malásia. A UICN classificou-a como pouco preocupante.